# Casa de Sverker
La Casa de Sverker fue una dinastía real que gobernó Suecia en periodos interrumpidos entre 1130 y 1222. Debe su nombre al primer rey de la dinastía, Sverker I. Fue antagónica de la Casa de Erik, y sus miembros lucharían contra esta última por el trono en una guerra civil desde mediados del siglo XII hasta principios del siglo XIII, alternándose en el gobierno por varias generaciones.
A la extinción de la Casa de Stenkil, varias dinastías pretendían hacerse de la Corona sueca. Con la coronación de Sverker I en 1130, comenzó una guerra civil entre las distintas facciones. La Casa de Erik, por un lado, y por otro una rama danesa descendiente de la Casa de Stenkil. Eliminado el factor danés, los Sverker y los Erik alternaron por varias generaciones en el trono a costa de asesinatos de sus rivales.
La Casa de Sverker emparentó varias veces con la familia real de Dinamarca, y este reino sería su principal aliado, lo mismo que el papa.
La rama masculina de la casa se extinguió en 1222, con la muerte sin hijos de Juan I. Las disputas continuarían hasta el ascenso al trono en 1250 de la Casa de Bjälbo, cuyo rey, Valdemar I de Suecia, era descendiente de ambas casas rivales.

## Reyes de la Casa de Sverker
1. Sverker I (1130-1156)
2. Carlos VII (1161-1167)
3. Sverker II (1196-1208)
4. Juan I (1216-1222).

Los hermanos Kol y Boleslao Sverkersson fueron reyes en Östergötland, en oposición a Canuto I, alrededor de 1167 y 1172.